# Biserica de lemn din Valea Bălcească

Biserica de lemn din Valea Bălcească, 2009

Jilţuri în biserica de lemn din Valea Bălcească. Foto: 2009

Biserica de lemn din Valea Bălcească este clasată ca monument istoric, cod LMI VL-II-m-A-09959.03, parte din Muzeul Memorial „Nicolae Bălcescu”.